# Conrad Biermann von Ehrenschild
Conrad Biermann (Bierman) von Ehrenschild, født Biermann (født august 1629 i Eimeldingen i Baden-Durlach, død 24. april 1698 i Hamborg) var en dansk statssekretær og diplomat.

## I fransk tjeneste
Han var søn præst, sidst i Badenweiler Martin Biermann (ca. 1600-1664, gift 2. gang 1638 med Anna Maria Pappus, enke efter præst Johann Caspar Pfeil i Botzingen) og Barbara Stocker (død ca. 1637). Sin skoledannelse afsluttede han 18 år gammel i Strasbourg. Familien var fattig, så at Conrad Biermann som ungt menneske selv måtte søge sig udveje til at skabe sin lykke. 1654 kom han da i tjeneste hos den franske diplomat Charles d'Avaugour, der var udsendt for at forlige Sverige og Polen. Tillige med sin herre fulgtes han med Carl X Gustav, traf sammen med den polske konge, var øjenvidne til slaget ved Warschau og overgik ved gesandtens død i tjeneste hos dennes efterfølger, Hugues de Terlon. Denne fik interesse for sin underordnede og skaffede ham udnævnelse til sekretær ved gesandtskabet. Med Terlon kom han 1658 til København, blev bekendt med Joachim Gersdorff, der opfordrede ham til at gå i dansk tjeneste, og blev forlovet med Anna Knopf (Knoff) (ca. 1648 – 25. juli 1669 i København), eneste datter af tolder, senere tolddirektør og amtmand i Norge Daniel Knopf (1614-1687) og Elisabeth Verens (Wærn) (1617-1669). Skønt han 1660 beskikkedes af Ludvig XIV til at bestyre forretningerne i Sverige under gesandtens fraværelse, skaffede Terlon ham dog tilladelse til at træde tilbage, og 1. januar 1661 aflagde han sin ed til Frederik III. 3. marts 1661 stod hans bryllup; men ægteskabet varede kun til 25. juli 1669, da hustruen døde.

## Første trin på karrierestigen
Det ham betroede embede var sekretariatet i Tyske Kancelli, men han blev desuden hurtig en særlig betroet og alsidig funktionær. 1663 fik han bestalling som legationssekretær for at følge Hannibal Sehested til Frankrig. Under forhandlingerne med de engelske i København i september 1665 om overfaldet i Bergen mødte han frem som «kongens sekretær» og tvang englænderne til at tage beskyldninger mod Claus Ahlefeldt tilbage. I forviklingerne om den oldenborgske arv tog han ligeledes del og foretog i den anledning rejser til Hamborg og Berlin. Også i mange andre forbindelser forekommer hans navn under Frederik III, der 1666 udnævnte ham til kancelliråd og fra begyndelsen af 1669 lod ham deltage som yngste medlem i statskollegiet. Han stod på den tid i sin blomstrende alder, og en beskrivelse af ham, som han var i hine dage, omtaler hans livfulde personlighed, smukke ydre og velbyggede legeme.

## På karrierens tinde
Tronskiftet 1670 bragte Biermann udnævnelse til sekretær i Konseillet for udenrigske sager og kammersekretær i Tyske Kancelli. Om publikums tro på hans indflydelse foreligger der en række vidnesbyrd fra denne tid og langt senere i uhyggelig åbenhjertige tilbud til ham om større og mindre gaver fra supplikanter i de tilfælde, at deres andragender bevilgedes. At han har opbevaret slige breve mellem sine andre papirer, viser noksom, at han næppe selv har følt sig nedværdiget ved slige tilbud. Og at de fortsættes længe efter Griffenfelds fald, og at lignende forhold også kunne godtgøres for mangfoldige andre af tidens stormænd hjemme og ude, antyder en anden opfattelse hos datiden af det sarte æresbegreb end den, som nutiden hylder.
Hans virksomhed under Griffenfelds ledelse er den samme som forhen; men han har forstået den kunst at underordne sig, så at vi kun tilfældigvis får at vide, at det er ham, der har udpeget Christopher Sehested til at rejse til Polen i anledning af prins Jørgens tronkandidatur. Til Griffenfelds person ses Biermann fuldstændig at have sluttet sig. Ikke blot strømmer et brev fra ham to dage efter forliget i Rendsborg over af beundring for storkanslerens klogskab og behændighed; men den halvgamle enkemand søgte sig en ny forbindelse blandt sin foresattes nærmeste ved at forlove sig med Henning Meyercrones svigerinde. Men da nu Griffenfeld fristede sit dybe fald, hævede Biermann sin forlovelse og fremlagde på embeds vegne det vidnesbyrd om den faldnes underhåndsforbindelser med rigets fjende, som formentlig var processens fældende moment.
Både i disse år og det følgende var Biermann knyttet til hovedkvarteret og ledsagede kongen både i Tyskland og i Skåne. Han fungerede herved som en slags kabinetssekretær og fortrolig rådgiver, til hvem endog storkansleren, Frederik Ahlefeldt, henvendte sig mere som til en kollega end som til en underordnet. I hans papirer findes blandt andre også udkast til den taksigelse, kongen sendte Niels Juel for sejren under Møn, og hans betænkning indhentes i spørgsmålet, om man tør vove et angreb efter slaget ved Landskrone eller ej. 1677 udnævntes han til etatsråd, og 1679 afsluttede han med greven af Aldenburg og Jens Juel på dansk side freden i Lund. 24. oktober 1681 optoges Biermann i adelstanden (fornyet 30. maj 1693) med navnet Biermann von Ehrenschild, og i begyndelsen af 1682 blev han optaget i Gehejmekonseillet. Det følgende år gik han som særlig afsending til Lüneburg og Berlin for at prøve stemningen under øjeblikkets spændte stilling, da på den ene side tyrkernes angreb og på den anden Frankrigs overgreb beslaglagde opmærksomheden. 1684 sluttede Danmark sig til alliancen i Köln, der udgjorde det fransksindede parti i Tyskland, man inddrog Slesvigs hertugelige del, rustede hæren og forhandlede med sine venner om en fælles udplyndring af Sverige. 5. maj samme år udnævntes Ehrenschild til Ridder af Dannebrogordenen; men triumfens tid var langtfra ikke for hånden. Medens Ehrenschild tillige med Peter Brandt og andre vedblev at repræsentere det franske parti i København og af modpartiet, Christian Siegfried von Plessen og hans venner, stempledes som "Kabalen", voksede dette i tal og betydning. Men også udad stige vanskelighederne, idet man til løn for det for så vidt værdiløse franske venskab mistænkes af Frankrigs modstandere. Derfor fandt hertugen af Gottorps protester villige øren, og i efteråret 1687 samledes kongressen i Altona for at skaffe det gottorpske spørgsmål ud af verden. På dansk side fremlagde Ehrenschild og Christoph Gensch von Breitenau først fordring på Slesvig, i hvert fald mod erstatning i Oldenburg. Men modfordringen, hertugens genindsættelse, fik alle andre stemmer for sig. I oktober 1688 var Ehrenschild nået til den anskuelse, at der ikke var andet at gøre end at trække tiden ud for at se, om Vilhelm III's ekspedition til England ville lykkes eller ej. Men da dennes heldige udfald snart var en given ting, da kurfyrst Frederik Vilhelm døde, da Sveriges interesse for Gottorp truede med at slå ud i krigslue og Lüneborgs for Hamborg ligeledes, og da der endelig blev tale om en engelsk-hollandsk hjælpeflåde til Sverige, da afsluttedes kongressen ved midsommertid 1689 med en fuldstændig sejr for hertugen.

## Legemlige svagheder og alderdom
Imidlertid var Ehrenschild blevet en gammel mand, ikke så meget for årenes skyld som på grund af stor legemssvaghed. Gigt, podagra og sten nævnes som de plager, for hvilke han mente at finde bedre lægedom i Hamborgs mere tørre end i Københavns fugtigere luft. Det langvarige ophold der under altonakongressen blev efterfulgt af et andet i den efterfølgende vinter for at formå hertugen til at afskedige sine fremmede tropper, og det næste år (1690) kom Ehrenschild igen til Hamborg for at blive der sin livstid ud. Svigersønnen Thomas Balthazar von Jessen havde som oversekretær i Tyske Kancelli styrelsen af udenrigsforretningerne og ledede dem efterhånden over i den ændrede retning, som Plessens stigende anseelse antyder; men han rådførte sig stadig med den værkbrudne gamle i Hamborg. For denne selv lå der desuden et stort arbejdsfelt åbent i Hamborg, hvor lyssky diplomater som du Gros og uklare reformatorer som Niels Bielke opsøgte ham. Navnlig gjorde forholdet til Gottorp fordring på den fuldeste agtpågivenhed, som også skænkedes det af Ehrenschild, der allerede fra 4. august 1683 tillige beklædte det indbringende landdrosti i Pinneberg. Da hertug Frederik IV 1694 efterfulgte sin fader, brød den slet dæmpede ild ud med ny kraft. Det gamle middel forsøgtes endnu en gang, idet begge parter blev samlet til en kongres i Pinneberg 1697 under kejserens, Sachsens og Brandenburgs mægling. Som ordfører for de danske fremlagde Ehrenschild her sagen med indgående detailkendskab og fastholdt unionens bindende betydning. Atter lød klager over, at han forhalede forhandlingen, da døden indhentede ham den 24. april 1698. Liget førtes til København og jordfæstedes hos hans afdøde hustru i Sankt Petri Kirke.

## Eftermæle
Et så notabelt dødsfald fremkaldte selvfølgelig en rig begravelseslitteratur. Et enkelt af bidragene, den såkaldte «Abdankungsrede», har forstået at skildre den bortgangnes fortjenester og de efterladtes sorg i smukke og varme udtryk ved navnlig at fremhæve foreningen i den afdødes person af ydre storhed og dyb kristelig ydmyghed, af højhedens glans og hjertelig ligegyldighed for hoflivets prunk. Alle mødes de i den tanke, at en stor mand var gået bort, men at et stort navn vilde leve efter ham. Og dog have de alle for så vidt fået uret, at Ehrenschild i mange tider har været glemt af det folk, for hvilket han virkede. Omtaltes han, skete det sjælden uden med påberåbelse af den skildring, Robert Molesworth gav af ham i sin bog om Danmark. Her fandt man da afmalet en ganske vist snu og dygtig person, men en mand, der agtede sofisteri højere end sandhed, en statsmand, der forhandlede på den måde, at diplomaterne kaldte ham «pater difficiiltatum», en mand, der foregav svagt helbred for i Hamborg at belure Tyskland og lede smughandelen på Frankrig, en mand med et plettet skjold med hensyn til redelighed og en undersåt, der mistvivlede om sin slægts fremtid her i landet og anbragte sine penge i udenlandske banker og ikke i jordegods. De sidste beskyldninger har Ehrenschild selv ladet tilbagevise og visselig med fuldeste føje, da alle hans børn netop var gift og bosat her i landet, og han selv var ejer af godserne Enggård på Fyn, Buskerud i Norge og Teichhof i Oldenborg. Den her givne fremstilling har mindst af alt lagt dølgsmål på Ehrenschilds menneskelige skrøbeligheder; men allermindst kan den anerkende den forfatter for en kompetent dommer over Ehrenschilds diplomatiske mangler, der som Molesworth selv havde været hans modstander og ikke havde plukket laurbær i kampen. For efterslægten er der hellere grund til at takke den mand i hans grav, der måske oprindelig kom her ind kun som en lykkeridder, men som med godt og trofast arbejde vederlagde den tillid, der vistes ham. Som næppe mange af de landsmænd, vi ved den tid kender, kunne have gjort, udfyldte denne fremmede en plads, der var som skabt for en discipel af kardinal Mazarins diplomati. For dette var det europæiske ligevægtssystem ligesom for jan de witt og for de fremmelige i hans samtid blevet et politisk postulat, der krævede hensyn og vakte nye ideer. Man har et vidnesbyrd herom i det utal af traktater, der lægge beslag på datidens diplomatiske arbejdsevne og skulde tjene til at afbalancere de enkelte magters indflydelse. På den måde opstå og forsvinde for det fælles vels skyld kombinationer og modkombinationer, som det gælder om at benytte sig af til eget højst mulige bedste. At udbyttet i Danmarks egentlige livssag ikke svarede til forhåbningerne, har det foregående tilstrækkelig oplyst; men som tilstanden var efter den bankerot, som Danmark havde spillet ved Svenskekrigene 1657-60, kunne andet næppe ventes. Det gjaldt vistnok kun om at holde sagen hen i forventning om lysere tider og imidlertid holde såret åbent og håbet levende. Det er dette, Ehrenschild har gjort, og i sin ensomme vagt på sin fremskudte post har han hævdet stillingen og lagt grunden til den bygning, som først en lykkeligere eftertid skulle påsætte kransen. Og samtidig dermed har han selv forstået, og lært sine efterfølgere at forstå, den kunst til sit lands fordel at udnytte den almindelige politiks skiftende faser. På et tidspunkt, da landets fra gammel tid kendte hjælpekilder, dets agerbrug og kvægavl, lå hen i uhjælpelig nød, opblomstrede der under en snild benyttelse af alliancer og traktater en handel og en skibsfart, der bringe landet med anstand over krisen ved at skabe lønnende virksomhed for kapital og dygtighed.

### Lærte aldrig dansk
En bestemt ting berøver ham imidlertid muligheden for at blive en national storhed i nutidens opfattelse af ordet, og dette er, ikke hans fremmede byrd, men hans åbenbare ligegyldighed for sit antagne hjemlands nationalitet og sprog. Da hans sønnesøn, daværende legationssekretær i Stockholm Friedrich Bierman von Ehrenschild, 1739 under kong Christian VI søger om at blive amtmand på Bornholm, lader kongen ham vide, at hans ansøgning ikke kan bevilges, da han næppe er det danske sprog mægtig; men når det tredje led af en godsejer- og embedsmandsfamilie må finde sig i en sådan afvisning, kan man rolig slutte, at det første led har været mildest talt ligegyldigt i den omhandlede retning.

## Børn
Ehrenschild blev ikke senere gift og efterlod sig altså ingen enke, men derimod tre børn, nemlig døtrene Elisabeth (1664-1729), gift 1680 med den førnævnte Thomas Balthazar von Jessen, og Anna Maria (1667-1723), gift 1684 med etatsråd Hans Bøfke til Førslevgård, og endelig sønnen Martin Conrad Biermann von Ehrenschild (ca. 1662-1715), der var etatsråd og overceremonimester.

## Gengivelser
Stik af Hubert Schaten ca. 1693 efter portrætmaleri af Jacques d'Agar forestiller enten Ehrenschild eller Adam Levin von Knuth. Maleri (Miramare ved Svendborg).